# Axiocerses hersaleki
Axiocerses hersaleki är en fjärilsart som beskrevs av Dickson 1970. Axiocerses hersaleki ingår i släktet Axiocerses och familjen juvelvingar. Inga underarter finns listade i Catalogue of Life.